# Floyd Crawford
Floyd Crawford (* 28. November 1928 in Toronto, Ontario; † 11. November 2017 in Belleville, Ontario) war ein kanadischer Eishockeyspieler, der mit den Belleville McFarlands 1958 den Allan Cup und im Folgejahr auch die Eishockey-Weltmeisterschaft gewann. Seine Söhne Bob, Marc und Lou wurden NHL-Profis.

## Karriere
Crawford begann seine Karriere in der Ligue de hockey senior du Québec, in der er für die Royaux de Montréal und die Saguenéens de Chicoutimi spielte. Anschließend spielte er unterklassig für Rimouski Renards und in der OHA Senior A für die Windsor Bulldogs. Von 1956 bis 1959 stand er bei deren Ligakonkurrenten Belleville McFarlands auf dem Eis. Mit dem Team konnte er 1958 durch eine 4:3-Endspielserie nach 1:3-Rückstand gegen die Kelowna Packers aus British Columbia den Allan Cup gewinnen. Nach diesem Erfolg spielte er noch für die Omaha Knights und die Des Moines Oak Leafs in der International Hockey League und dazwischen zwei Jahre für die Syracuse Stars.

### International
Nach dem Allan-Cup-Gewinn 1958 wurden die Belleville McFarlands vom kanadischen Eishockeyverband ausgewählt, um das Land als kanadische Nationalmannschaft bei der Weltmeisterschaft 1959 in der Tschechoslowakei zu vertreten. Crawford führte das Team als Mannschaftskapitän mit sieben Siegen aus acht Spielen – lediglich das letzte Spiel der Finalrunde gegen Gastgeber Tschechoslowakei wurde mit 3:5 verloren – zum Weltmeistertitel.

### Trainerkarriere
Nach dem Ende seiner aktiven Laufbahn 1966 engagierte sich Crawford im Trainergeschäft. So war er unter anderem für die Belleville Mohawks aus der OHA Senior A sowie die Cornwall Royals und die Guelph Platers aus der Ontario Hockey League tätig.

## Erfolge und Auszeichnungen
- 1958 Allan-Cup-Gewinn mit den Belleville McFarlands
- 1959 Goldmedaille bei der Weltmeisterschaft